# Stronger (What Doesn't Kill You)
Stronger (What Doesn't Kill You) (co tě nezabije, to tě posílí) je druhý singl zpěvačky Kelly Clarkson z její páté studiové desky stronger. Klip produkoval Greg Kurstin, singl byl vyhlášený hudebním časopisem Entertainment Weekly jako desátý nejlepší singl roku 2011. Píseň získala tři nominace na cenu Grammy za záznam roku, píseň roku a nejlepší sólové vystoupení. Kelly vyhrála v kategorii Best Pop Vocal album s albem Stronger ze kterého tato píseň pochází.

## Hitparáda
| Země           | Umístění |
| -------------- | -------- |
| Austrálie      | 18       |
| Belgie         | 1        |
| Kanada         | 3        |
| Česko          | 4        |
| Libanon        | 6        |
| Dánsko         | 8        |
| Finsko         | 10       |
| Francie        | 20       |
| Maďarsko       | 4        |
| Mexiko         | 4        |
| Německo        | 27       |
| Nizozemsko     | 9        |
| Island         | 26       |
| Irsko          | 4        |
| Izrael         | 9        |
| Lucembursko    | 5        |
| Norsko         | 17       |
| Nový Zéland    | 4        |
| Polsko         | 1        |
| Portugalsko    | 6        |
| Skotsko        | 5        |
| Slovensko      | 1        |
| Severní Korea  | 18       |
| Španělsko      | 9        |
| Švédsko        | 30       |
| Švýcarsko      | 18       |
| Ukrajina       | 4        |
| Velká Británie | 4        |
| USA            | 1        |